# ミケル・デュフレンヌ
ミケル・デュフレンヌ（Mikel Dufrenne、1910年2月9日 - 1995年6月10日）は、フランスの美学者、哲学者。専門は形而上学、美学。美学に現象学を導入した。クレルモン出身。パリにて死去。

## 思想
- ジャン＝ミシェル・パルミエ（Jean-Michel Palmier）によれば、デュフレンヌの美学的思考は、芸術作品（絵画、詩、映画、彫刻）の構造やそれに関わる言説だけでなく、風景や物事にも及ぶものであった。これはフッサールの現象学とシェリングの観念論に影響を受けている。また、精神分析学や言語学、テオドール・W・アドルノやゲオルク・ルカーチの著作から影響を受けている。特に、自然と自由、芸術と社会生活との関係を考察し、「芸術とは何か」を問うた。
- 形而上学ではドイツ観念論、特にシェリングに近い立場に立った。
- ハイデガー、ブランショ、デリダの影響を受け、無神論哲学を志向した。
- 政治面では無政府主義を標榜した。